# 帕切科島

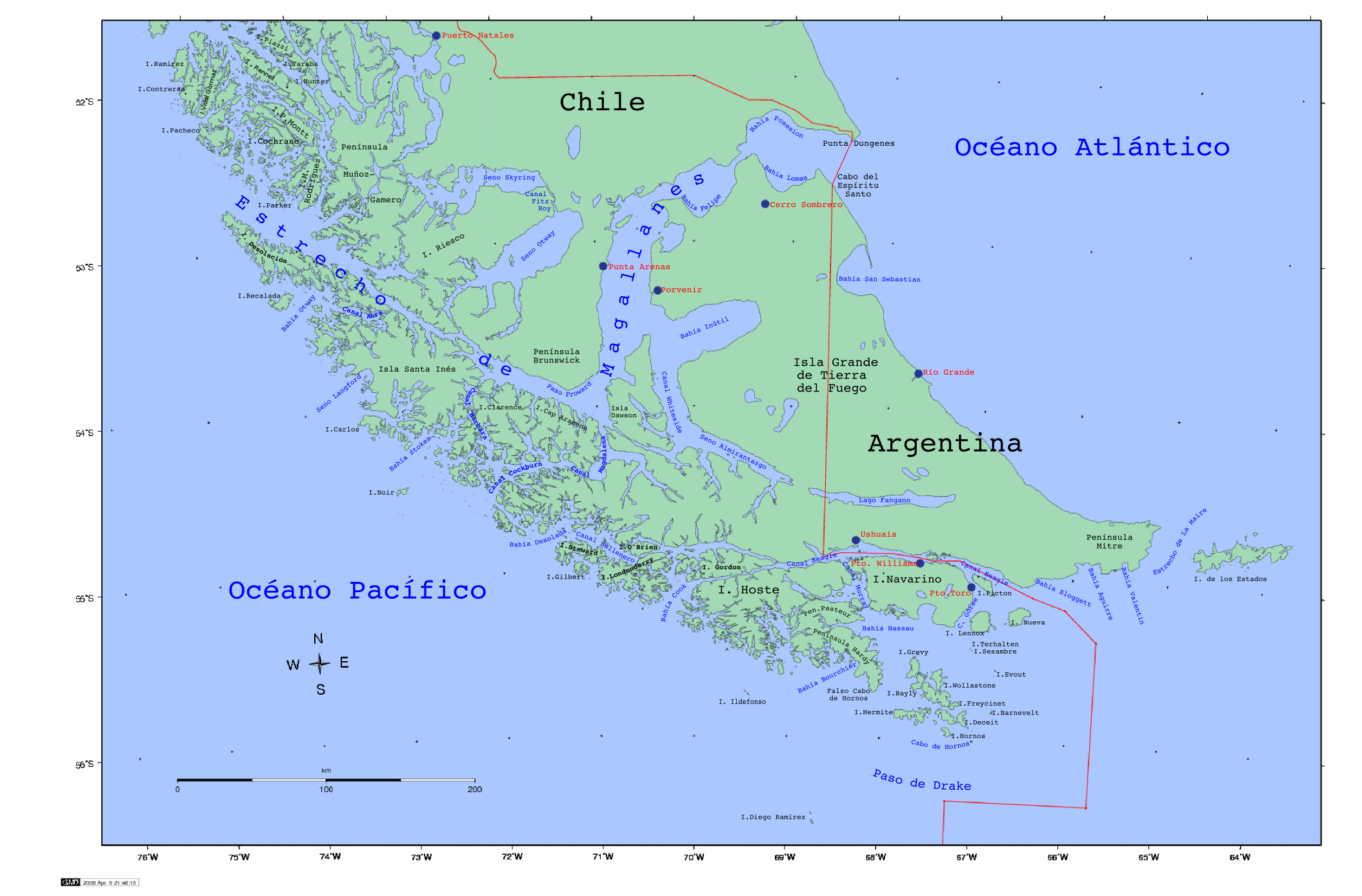

帕切科島是智利的島嶼，位於該國南部太平洋海域，由麥哲倫-智利南極大區負責管轄，屬於阿德萊達皇后群島的一部分，長11英里、寬8英里，面積151平方公里。
52°16′S 74°44′W / 52.267°S 74.733°W